# Mammoplastie

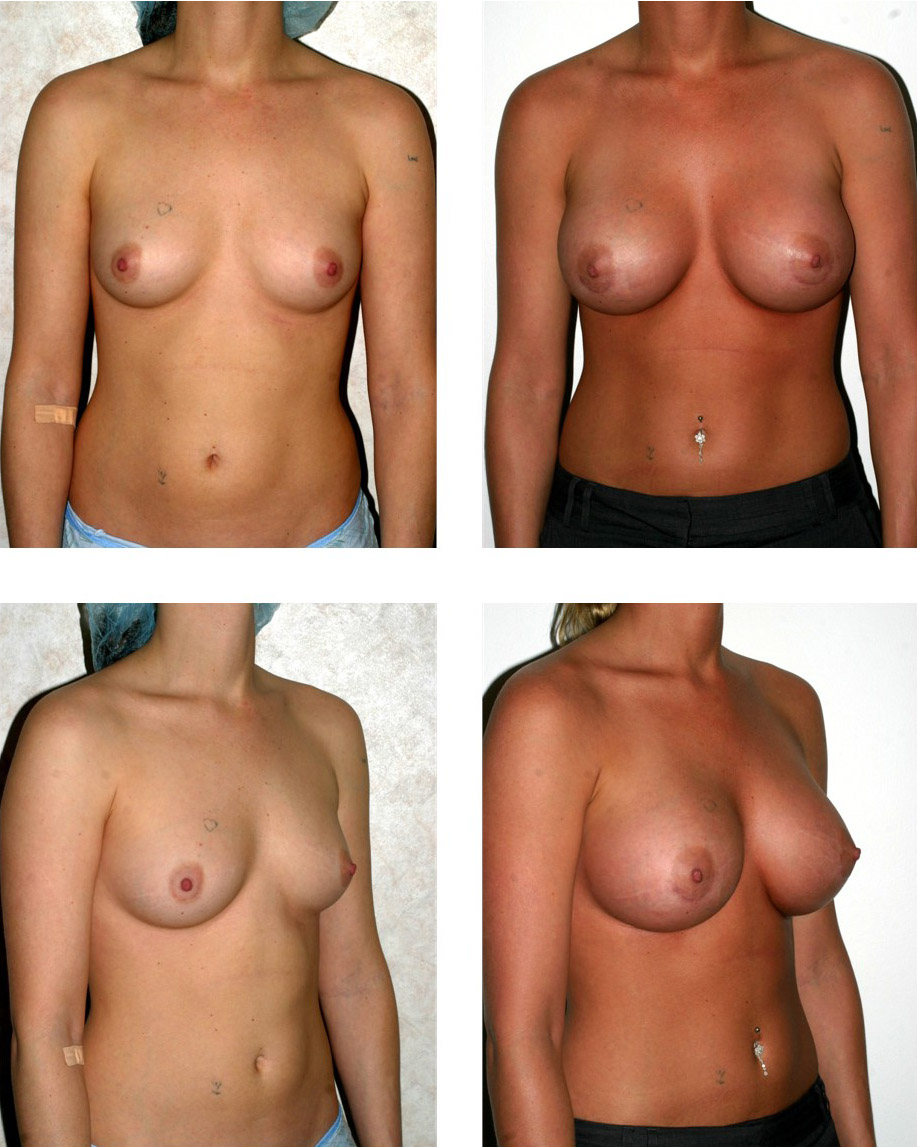
Une poitrine de femme avant et après une mammoplastie.

La mammoplastie ou plastie mammaire désigne une opération chirurgicale visant à remodeler les seins.

## Indications
La mammoplastie est une chirurgie mammaire qui a pour but d'augmenter, de diminuer, de symétriser, ou de créer un sein.
L'indication de la mammoplastie est déterminée par choix esthétique ou par choix fonctionnel (douleurs dorsales en cas d'hypertrophie mammaire).
Cette opération chirurgicale peut par ailleurs être indiquée après une grossesse, une perte de poids conséquente, une gêne due à une hypertrophie (réduction du poids du volume mammaire) ou en chirurgie reconstructrice après mastectomie.

## Modalités

### Augmentation mammaire et prothèses
L'augmentation mammaire consiste en la pose d'implants mammaires, des prothèses en silicone ou remplies de sérum physiologique. 
Les prothèses ont une durée de vie différente d'un individu à l'autre. Si rien ne le justifie (usure, coques...), il ne sera donc pas nécessaire pour certaines femmes porteuses d'implants de les faire remplacer. Des implants mammaires de nouvelle génération peuvent résister à l'usure et ont une durée de vie plus longue.
Le choix de la prothèse ou sa taille sont discutés avec le chirurgien. Le choix de la taille des prothèses peut être évalué en adéquation avec les caractères morphologiques de l'individu.
Les prothèses peuvent être placées en arrière de la glande mammaire (en rétroglandulaire) si les seins sont tombants (ptôse) soit derrière le muscle grand pectoral (en rétropectoral). Après l'opération, les seins sont gonflés pour une période de plus ou moins six mois s'il n'y a aucune réaction.
Il existe trois voies d'abord possible pour l'introduction de la prothèse mammaire :
-la voie périaréolaire;
-la voie sous mammaire;
-la voie axillaire.
L'augmentation mammaire par autogreffe de cellules de type adipocytes est en grande discussion au sein des sociétés savantes de médecine et de chirurgie (Société Française de Chirurgie Plastique Reconstructrice et Esthétique SOCPRE). Il y a un risque de coïncidence d’événements, c'est-à-dire qu'une image de mammographie après une augmentation mammaire par greffe de cellules peut être confondue avec une image de cancer du sein.
Seuls des radiologues entrainés et avertis feront la différence entre ces deux images.

### Réduction mammaire et hypertrophie
Une plastie mammaire de réduction peut être proposée pour les raisons suivantes :
- poitrine trop volumineuses, avec aréole trop basse ;
- douleurs chroniques au niveau du dos, du cou ou des épaules ;
- se sentir plus « confortable » : des seins volumineux peuvent être inconfortables, notamment pour la réalisation de certaines activités sportives ;
- correction d’une asymétrie mammaire.

La réduction consiste au retrait de graisse, de glande et du superflu de peau. Jusqu'à un kilogramme voire plus par sein peuvent être retirés, et la cicatrice dépend de la suppression plus ou moins importante du volume mammaire.
Il existe différentes techniques qui permettent de réduire un sein, le principe d'une technique est de permettre la vascularisation de la plaque aréolo-mamelonnaire. On parlera de technique à pédicule supérieur, postéro-inférieur, latéral selon le mode de vascularisation de l'aréole.
Les différentes techniques ont des risques communs : baisse ou perte de sensibilité de l'aréole, nécrose cutanée, souffrance de l'aréole, risques cicatriciels (désunion, chéloïde), risques généraux (phlébite, infection). Ces risques sont plus importants chez les femmes fumeuses avec une multiplication du risque par 10. 
Une perte de poids préopératoire ou une stabilisation du poids en pré-opératoire est indispensable pour un résultat pérenne.
L'allaitement n'est pas contre-indiqué, mais une technique particulière doit être entreprise, et en tous cas, la possibilité d'allaitement n'est pas garantie. Une grossesse est déconseillée dans l'année qui suit le geste et une réduction mammaire est possible 6-9 mois après la fin de l'allaitement.
Dans le cas d'hypertrophie juvénile une bonne technique pour permettre l'allaitement futur est la technique à pédicule postéro-inférieur qui pour avantage de garder un maximum de glande mammaire en arrière du pédicule.

### Reconstruction mammaire après mastectomie
La mastectomie est souvent proposée comme traitement du cancer du sein, comme traitement ou à titre de précaution dans le cas du carcinome canalaire in situ, voire du carcinome lobulaire in situ. La reconstruction améliore la qualité de vie et l'image de soi. Elle peut être proposée immédiatement après l'ablation du sein ou à distance de cette dernière. Les possibilités et la complexité de la reconstruction dépendent de la possibilité de conserver la peau et/ou le mamelon.
La reconstruction immédiate est plus satisfaisante pour la patiente mais le taux de complications est plus important que lors d'une procédure différée. 
La reconstruction peut nécessiter plusieurs interventions, en particulier lorsqu'il est nécessaire de reconstituer le mamelon. Ce dernier peut être issu de tissus prélevés sur le mamelon controlatéral, ou par transplantation temporaire du mamelon retiré dans une position autre (abdominale par exemple) permettant une réimplantation dans un second temps.
La technique est beaucoup plus difficile en cas de radiothérapie, entraînant une fibrose locale, une rétraction des tissus et des difficultés de cicatrisation. En cas de reconstruction immédiate (avant toute radiothérapie), le résultat final peut être non optimal. 
La chirurgie reconstructrice recule la date de mise en place d'une chimiothérapie éventuellement jugée nécessaire, mais ce délai n'a pas conséquence pour la survie si le délai n'excède pas 12 semaines : une étude de 2006 portant sur près de 3 000 patientes atteintes de cancer de stade I ou II a montré des taux de survie à 5 ans de respectivement 84 %, 85 %, 89 %, et 78 %, selon que la chimiothérapie était engagée moins de 4 semaines, entre 4 et 8 semaines, entre 8 et 12 semaines ou plus de 12 semaines après l'opération.